# Brentidae
I Brentidi (Brentidae Billberg, 1820 sono una famiglia cosmopolita di coleotteri appartenenti alla superfamiglia Curculionoidea
La maggior parte delle specie si rinviene nelle regioni tropicali.
La maggior parte delle specie sono xilofaghe.

## Tassonomia
Sono state descritte circa 4 000 specie appartenenti a questa famiglia, molte delle quali venivano classificate fino a poco tempo fa in famiglie separate (es. Apionidae, Nanophyidae).
La famiglia Brentidae comprende le seguenti sottofamiglie:
- Brentinae Billberg, 1820
- Eurhynchinae Lacordaire, 1863
- Apioninae Schönherr, 1823
- Ithycerinae Schönherr, 1823
- Microcerinae Lacordaire, 1863
- Nanophyinae Gistel, 1848